# Chalcides pseudostriatus
Chalcides pseudostriatus é uma espécie de réptil escamado da família Scincidae. Pode ser encontrada no norte de Marrocos (incluindo a cidade espanhola de Ceuta.
Os seus habitats naturais são: matagais mediterrânicos, campos de gramíneas de clima temperado e jardins rurais. Está ameaçada por perda de habitat.